# Urostola fulva
Urostola fulva är en fjärilsart som beskrevs av W. Warren 1898. Urostola fulva ingår i släktet Urostola och familjen mätare. Inga underarter finns listade i Catalogue of Life.